# ماكس أرونز
ماكس أرونز (بالإنجليزية: Max Aarons)‏ هو لاعب كرة قدم بريطاني، ولد في 4 يناير 2000 في لندن في المملكة المتحدة. يلعب في دوري البطولة الإنجليزية مع نادي نورويتش سيتي ك‍ظهير أيمن.

## وصلات خارجية
- ماكس أرونز على موقع الاتحاد الأوربي (الإنجليزية)
- ماكس أرونز على موقع قاعدة بيانات كرة القدم.إي يو (الإنجليزية)
- ماكس أرونز على موقع ليكيب (الفرنسية)
- ماكس أرونز على موقع Soccerbase.com (لاعب) (الإنجليزية)
- ماكس أرونز على موقع Soccerway.com (الإنجليزية)
- ماكس أرونز على موقع عالم كرة القدم.نت (الإنجليزية)